# Цифровой университет
Цифровой университет (англ. digital university) — модель по созданию единой среды цифровых сервисов, адаптивных к процессам и целям университета и подходящей для тиражирования.

## Описание модели цифрового университета
Основная цель создания цифрового университета — трансформация базовых процессов и процессов управления в университете с помощью цифровых технологий. Модель «Цифровой университет» предполагает внедрение наиболее современных технологий в образовательный процесс, широкое использование онлайн-платформ, введение персонализированных образовательных траекторий и курсов, новых возможностей пространства и форматов.
Цифровой университет — это не только онлайн-курсы. Ни электронное расписание, ни элементы онлайн-образования сами по себе не делают университеты цифровыми. Трансформация должна затронуть суть учебного процесса, повысить качество итогового образовательного результата и мотивацию студентов и преподавателей.Специальный представитель Президента РФ по вопросам цифрового и технологического развития, Д. С. Песков
Модель «Цифровой университет» состоит из 4 основных направлений:
1. Системы управления на основе данных.
2. Цифровые образовательные технологии.
3. Индивидуальные образовательные траектории.
4. Компетенции цифровой экономики.

На пути к цифровой трансформации университеты преследуют следующие цели: использование технологий для повышения качества образования и мотивации студентов всех форм обучения, повышение экономической эффективности образовательных услуг за счет внедрения образовательных технологий, предоставление возможностей обучающимся для построения индивидуальных образовательных траекторий, расширение взаимодействия с вузами при реализации сетевых образовательных программ с использованием онлайн-курсов. К настоящему времени отдельные решения по модернизации образовательной деятельности уже внедрены в большинстве крупных российских вузов, однако качественного скачка в самом подходе к управлению университетом не происходит.

## Реализация модели цифрового университета
С 2019 года в рамках федерального проекта «Кадры для цифровой экономики» национальной программы «Цифровая экономика Российской Федерации» реализуется мероприятие "Создание и обеспечение функционирования сети центров на базе образовательных организаций высшего образования для разработки моделей «Цифровой университет».
Министерство образования и науки Российской Федерации в 2019 году выделило гранты на создание и функционирование центров для разработки моделей цифрового университета для этих вузов.
Победителями данного конкурса стали 5 высших учебных заведений: Национальный исследовательский университет «Высшая школа экономики», Санкт-Петербургский национальный исследовательский университет информационных технологий, механики и оптики, Уральский федеральный университет им. первого Президента России Б. Н. Ельцина, Первый Московский государственный медицинский университет имени И. М. Сеченова, Национальный исследовательский Томский государственный университет.
В январе 2020 года состоялось публичное совместное обсуждение вузов-участников проекта по созданию Цифровых университетов, где состоялась презентация текущих результатов деятельности цифровых университетов за 2019 год и представлены планы по развитию мероприятий в 2020—2021 гг.
В 2020 году на получение грантов на создание и функционирование центров для разработки моделей цифрового университета могут претендовать ещё 15 потенциальных университетских центров.
Над проектом «Цифровой университет» в настоящее время ведётся работа на площадках МГУ и Российского Союза ректоров. «Цифровой университет» – это ответ ректорского корпуса и ведущего университета страны на задачи правительственной программы «Цифровая экономика Российской Федерации».В. А. Садовничий